# Vlag van Ngeremlengui

Vlag van Ngeremlengui

De vlag van Ngeremlengui bestaat uit een blauw veld met straat-achtige ring met daarin een gele vorm van de eiland, wit omlijnd. De kaart in het midden is het grondgebied van Ngeremlengui. De gekoppelde kettingen stellen de gehuchten van Ngeremlengui voor.